# Мрачни темплар
Мрачни темплари су чланови једне групе Протоса у измишљеном универзуму Старкрафта. Препознатљиви су по томе што секу своје псионичке додатке да би показали мржњу према Кали.

## Историја
Мрачни темплари су испрва били група Одметнутих племена која су скривена живела на Ајуру. Сматрани су одметницима јер су одбијали да се повинују учењу Кале. Конклава Протоса је знала за њихово постојање, али их је држала у тајности отприлике до периода хиљаду година пре дешавања у Старкрафту. Бојећи се да ће знање одметника подривати њихов труд да шире Калу, Конклава је одредила Адуна да уништи Одметничка племена.
На Адуна се гледало као на веома храброг и моћног младог ратника. Такође је био екстремни идеалиста, те су многи чланови Конклаве сматрали да су Јудикатори погрешили што су њега послали да елиминише Одметнике. Уместо да уништи Одметнута племена, Адун је покушао да их научи псионичким моћима. Једна од првих ствари које су научили је како да савију светлост око себе, што им је омогућило да постану потпуно невидљиви. Адун је ово учинио како би омогућио Одметнутим племенима да се крију од Конклаве. Покушао је да их научи још неким моћима као што је псионичка олуја, али није успео. Наиме, без дисциплине Кале, Одметници нису могли успешно да контролишу олује које су беснеле над Аиуром. Претпоставља се да су ове заправо створене од стране првих Мрачних аркона. Ова бића нису била стварана већ хиљаду година (отприлике у време када су се ове олује одиграле) јер су била превише опасна.
У сваком случају, Конклава није више могла да постојање Одметнутих држи у тајности, те је имала избор да их уништи, протера или да их пусти да живе. Није познато каква је казна одређена Адуну, али је вероватно живео још неко време.
Као додатак на лов који је покренут на Одметнуте, једва уједињена племена Протоса су опет отпочела са борбом. На крају, Одметнута племена су била присиљена да се предају. Уместо да их уништи, Конклава је одлучила да се сви Одметнути натоваре на један стари али функционални транспортни брод Зел'Нага и тајно пошаљу у прогонство. После овога, они постају табу тема међу Протосима. Јудикатори ће покушати да сакрију све доказе о њима. Током година, догађаји ккоји су се одиграли су постали легенде и приче о „Мрачним темпларима и Палима“.
Одметници темплари су стотинама година путовали кроз свемир. Током овог времена, формирање Мрачних Аркона је забрањено, и одсецање псионичких наставака је постало навика. Да би користили своје псионичке моћи, били су присиљени да црпу своју енергију из празнине. Такође, организована је флота бродова под називом Пирати (Corsairs) чији је циљ био одбрана Мрачних темплара док путују кроз свемир. Зератул, један од Мрачних темплара, рекао је: „Путовао сам кроз мрак међу најудаљенијим звездама. Присуствовао сам рађању негативних-сунаца и био сведок ентропије читавих реалности...“. Претпоставља се да је мислио на ова путовања.
У раној фази ових путовања, Одметнута Племена су, пре Зергова, наишла на планету Чар, на којој су некако изгубила кристал Калис. На Чару, Мрачни Темплари су открили или изградили Ворп-капију коју су могли да користе да доспеју на Аиур. Међутим, капију у ову сврху нису користили дуго времена. Борећи се да се навикну на негостољубиво окружење са веома мало светлости, Одметнута Племена су у ту сврху променила своје навике и физиологију. После неког времена, племенска Матријарх Расзагал (имала је 1046 година у време дешавања из игре СтарКрафт: Рат Порода), једина од Одметнутих довољно стара да се сећа Аиура, постала је вођа Мрачних Темплара.
Ратници Мрачних Темплара су опремљени ворп-сечивима заснованим на модификованој Пси-сечиво технологији, и теже да заштите њихову расу, као и да очувају тајне њихових племена. Каналишући своје мрачне енергије кроз ова сечива, могу потпуно да униште Церебрате Зергова. 
Након разарања Аиура од стране Зергова, многи од Мрачних Темплара су опростили Протосима који су их некада прогнали са матичне планете, и дозволили су својој сабраћи да се безбедно повуку на Шакурас. Међутим, неки, као што су пратиоци Улреџаза, нису могли да опросте Протосима са Аиура. Једна од мисија Егзекутора Артаниса је гушење овог незадовољства.
Недуго пре финалног поглавља протоске кампање у Рату Порода, Мрачни Темплари су дозволили поновно стварање Мрачних Аркона; нови Аркони су, изгледа, били другачији и нешто стабилнији него њихови претходници.

## Јединица у игри
У неким мисијама Епизоде III у СтарКрафт-у играчу се даје контрола над неколико Мрачних Темплара, као и над Зератулом. У „Рату Порода“, играч добија могућност да гради Мрачне Темпларе у Капији, након што изгради Архиве Темплара. Мрачни Темплари из оригиналне игр и из наставка су одвојене јединице са нешто другачијим статистикама. У Рату Порода, два Мрачна Темплара се могу спојити у Мрачног Аркона, моћну магијску јединицу.
Мрачни Темплари су јединице за борбу прса-у-прса и, у односу на другу пешадију, имају веома јак напад. Веома брзо могу да униште противничке јединице, нарочито када у групи има више Мрачних Темплара. Такође, имају способност сталне невидљивоста мада, као и све остале јединице са невидљивошћу, могу бити детектоване. За призивање Мрачног Темплара потребно је изградити Капију и Архиве Темплара. Сваки кошта 125 Минерала, 100 Веспена и 2 Пси (СтарКрафт). Мрачни Темплари имају 80 поена здравља, 40 поена штита, 1 поен оклопа и имају напад од невероватних 40 поена (49 када им се оружје потпуно унапреди). Ово их чини најјачим јединицама за борбу прса-у-прса у игри. Маринци, Духови и Зерглинзи падају после једног ударца, Лекари, Пламенобацачи, SCV-и, Предатори и Хидралисци после два, док не постоји нелетећа јединица у игри (а која није херој) која може да преживи четири ударца, са изузетком Ултралиска и обе врсте Аркона.